# Xã Liberty, Quận Woodbury, Iowa
Xã Liberty (tiếng Anh: Liberty Township) là một xã thuộc quận Woodbury, tiểu bang Iowa, Hoa Kỳ. Năm 2010, dân số của xã này là 1.062 người.